# Герцогиня Йоркская
Герцогиня Йоркская (англ. Duchess of York) — основной придворный титул, который принадлежит жене герцога Йоркского. Титул приобретается только при заключении брака и утрачивается при разводе. Пять из четырнадцати герцогов Йоркских или не были женаты или уже вступили на престол до вступления в брак, в то время как два герцога были женаты дважды, поэтому когда-либо было только одиннадцать герцогинь Йоркских.
Иногда говорят, что титулы герцога и герцогини Йоркских заколдованы, потому что титул создается каждый раз, или герцогини Йоркские становятся королевами-консортами.

## Герцогини Йоркские
Одиннадцать женщин, имевших титул герцогини Йоркской (и даты, когда они держали этот титул): 
- Инфанта Изабелла Кастильская (1372-1392) — первая жена Эдмунда Лэнгли, 1-го герцога Йоркского; Изабелла умерла раньше мужа в усадьбе Кингс-Лэнгли в Хартфордшире, Англия.
- Джоан Холланд (1393-1402) — вторая жена Эдмунда Лэнгли; Джоан пережила мужа и была трижды замужем за знатными дворянами: Уильямом де Уиллоуби, 5-м лордом Уиллоуби из Эресби; Генри Скропом, 3-м бароном Скропом из Мэшема, и Генри Бромфлитом, 1-м лордом Весси.
- Филиппа де Мохун (1402-1415) — дважды овдовевшая аристократка, она вышла замуж за Эдварда Норвичского, 2-го герцога Йоркского, герцога Альбемарля. Двумя её предыдущими мужья были: Уолтер ФицУолтер и сэр Джон Голафр.
- Сесили Невилл (1425-1460) — Сесили вышла замуж за Ричарда Плантагенета, 3-го герцога Йоркского и пережила мужа и всех четверых сыновей, ведя религиозный образ жизни, и умерла в 1495 году после получения папской индульгенции.
- Анна де Моубрей, 8-я графиня Норфолк (1478-1481) — будучи ребёнком, Анна была выдана замуж за Ричарда Шрусбери, одного из принцев в Тауэре. Она не пережила своего молодого мужа и умерла в возрасте девяти лет.
- Леди Анна Хайд (1660-1671) — Анна умерла раньше своего мужа Якова, прежде чем он стал королём. Её дочери-протестантки последовательно стали королевой Марией II и королевой Анной.
- Мария Моденская (1673-1685) — позднее королева Мария, вторая жена Якова II. Хотя она была католичкой и родила ему сына Джеймса Фрэнсиса Эдуарда Стюарта, из-за своего вероисповедания ему не удалось наследовать трон, и вместо этого он был заменён совместными усилиями Марии II и её мужа Вильгельма III. Прямые потомки Марии Моденской были известны как якобиты и остаются таковыми по сей день.
- Принцесса Фредерика Шарлотта Прусская (1791-1820) — принцесса Фредерика получили тёплый приём в Великобритании, но после сложных отношений с мужем принцем Фредериком, герцогом Йоркским и Олбани, пара жила раздельно. Она умерла в 1820 году.
- Принцесса Мария Текская (1893-1901) — принцесса Мария стала герцогиней Корнуолльской и Йоркской, когда бабушка её мужа королева Виктория умерла 22 января 1901 года и её муж стал наследником. 9 ноября того же года она стала принцессой Уэльской, когда её муж стал принцем Уэльским. Принцесса Мария стала королевой-консортом 6 мая 1910 года, когда её муж вступил на престол как Георг V.
- Леди Елизавета Боуз-Лайон (1923-1936) — известна как «Улыбающаяся герцогиня», она стала королевой-консортом, когда её муж вступил на престол 10 декабря 1936 года как Георг VI после отречения своего старшего брата, Эдуарда VIII.
- Сара Фергюсон (1986-1996) — считалась близкой подругой Дианы, принцессы Уэльской, которая познакомила её со вторым сыном королевы Елизаветы II, принцем Эндрю. Сара вышла замуж за Эндрю 23 июля 1986 года. После их громких брака и развода, она стала именоваться Сара, герцогиня Йоркская (соответствующее обращение для разведённых жён пэров). Кроме того, она потеряла обращение Королевское высочество, а также все другие достоинства, связанные с титулом британской принцессы. Важно также отметить, что с момента их развода, это просто титул учтивости которые она держит и что она больше не герцогиня Йоркская (этот титул будет дан любой будущей жене принца Эндрю). Таким образом, она также не является супругой пэра и не имеет право на обращение «Её Светлость». Если Сара, герцогиня Йоркская, вступит в повторный брак, любое использование титула герцогини Йоркской будет потеряно навсегда.